# Augusto Góngora
Pour les articles homonymes, voir Gongora (homonymie).
Augusto José Góngora Labbé, né le 2 janvier 1952 et mort le 19 mai 2023, est un journaliste, documentariste et présentateur de télévision chilien. Il a été réalisateur de diverses œuvres audiovisuelles et il a été chargé du secteur culturel de la Televisión Nacional de Chile entre 1990 et 2000.

## Biographie
Augusto Góngora étudie le journalisme à l'Université pontificale catholique du Chili (PUC). Pendant la dictature militaire, il participe à des médias adversaires du régime. Il a été éditeur de la revue Solidaridad, bimensuel créé par le Vicaría de la Solidaridad en 1976. Il intègre par la suite l'équipe du journal télévisé Teleanálisis, de diffusion clandestine, dans lequel il exerce comme éditeur général entre 1984 et 1986 et directeur entre 1986 et 1989.

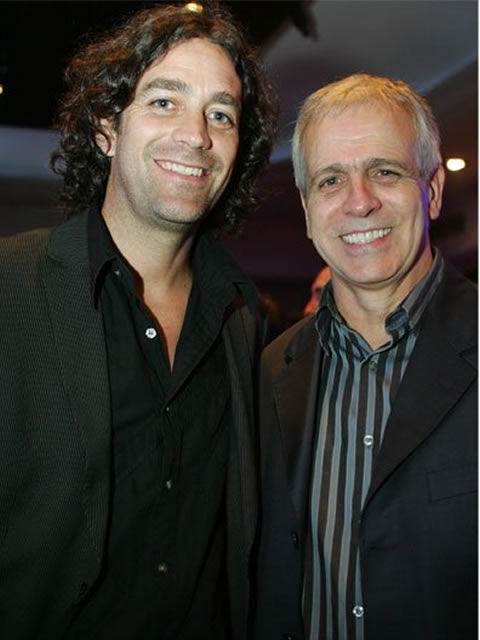
Augusto Góngora (à droite) et l'acteur Felipe Braun en 2009.

Avec le retour à la démocratie, en octobre 1990, Gongora intègre la Televisión Nacional de Chile (TVN) pour présenter le concert Desde Chile... un abrazo a la esperanza d'Amnesty International et l'émission culturelle Ciné vidéo, diffusée jusqu'en 2002 sous le nom de Cine video + teatro. En 1993, il prend la direction du secteur culturel de TVN (puis comme producteur exécutif de TVN Culture), poste qu'il occupe jusqu'à son départ de la chaîne en 2010,. Il a été réalisateur et producteur de divers programmes culturels à TVN, tels que El mirador, El show de los libros (par le biais de sa société de production Nueva Imagen), Bellavista 0990, Perdidos en la noche, Revolver, Chile íntimo, et Frutos del país, entre autres, et il a aussi été présentateur de Coyote (2003) et Hora 25 (2006-2010),,,.
Il a réalisé les documentaires Las armas de la paz , Los niños prohibidos et La semilla del viento. Il a été producteur exécutif des mini-séries télévisées de Raúl Ruiz, La recta provincia  (2007) –où il a eu un petit rôle comme acteur– et Litoral (2008). Il a aussi animé le programme Concierto Enfoque sur Radio Concerto.
Il intègre ensuite l'école de coaching de Newfield, où il travaille de 2012 à 2015. En août 2016, il devient membre du conseil d'administration de TVN - après avoir été proposé par la présidente Michelle Bachelet et approuvé par le Sénat -, poste qu'il a occupé jusqu'en avril 2017, date à laquelle il a annoncé sa démission pour raisons de santé.
Augusto Góngora a été également universitaire à la Université pontificale catholique du Chili, à l'Université du Chili, à l'Université Andrés Bello, à l'Université Finis Terrae, entre autres institutions,,.

### Vie personnelle
Augusto Góngora a épousé Patricia Naut, dont il a eu deux enfants, Javiera et Cristóbal. En 1997, il entame une relation amoureuse avec l'actrice Paulina Urrutia, qu'il épouse le 17 juin 2016.
Au milieu des années 2010, on lui diagnostique la maladie d'Alzheimer. Un film documentaire, La memoria infinita, lui est consacré.

## Œuvres

### Documentaires
- Las armas de la paz
- Los niños prohibidos
- La semilla del viento

### Publications
- Chile. La memoria prohibida
- Video alternativo y comunicación democrática
- La tele-visión del mundo popular

### Théâtre
- Fidelia y Colombina (directeur)